# Меч короля Артура (фильм, 2017)
«Меч короля Артура» (англ. King Arthur: Legend of the Sword) — фэнтезийный приключенческий фильм режиссёра Гая Ричи по отдалённым мотивам легенд о короле Артуре. Роль Артура исполняет Чарли Ханнэм, в остальных центральных ролях задействованы Астрид Бержес-Фрисби, Джимон Хонсу и Джуд Лоу. Премьера в США состоялась 12 мая 2017 года, в России — 11 мая 2017 года. Сценарий фильма не является экранизацией древних легенд, а представляет собой полностью оригинальную историю, сочинённую Дэвидом Добкином и Джоби Харольдом, в которой используются лишь имена, названия и отдельные элементы Артурианы.
«Меч короля Артура» собрал в мировом прокате 148,7 миллиона долларов при бюджете в 175 миллионов, став, таким образом, кассовым провалом. Отзывы в прессе о нём были в среднем невосторженными. Планировалось, что фильм станет первой частью единой киновселенной из шести картин, но после сборов и отзывов эти планы оказались под вопросом.

## Сюжет
Мордред, чернокнижник с железным кулаком, и его армии осаждали Камелот, стремясь установить господство магов над человечеством. Утер Пендрагон, король британцев, проник в логово Мордреда и обезглавил его, уничтожив его силы и спас Камелот. Тем же вечером брат Утера Вортигерн, жаждущий престола, организует переворот и приносит свою жену Эльзу в жертву морским ведьмам, чтобы призвать рыцаря-демона, который убивает жену Утера, а затем и его самого в бою. Единственный оставшийся в живых — сын Утера — уходит в лодке и, в конце концов, оказывается в Лондиниуме, где его находят и воспитывают проститутки, которые называют его Артуром.
Артур превращается в опытного бойца вместе со своими друзьями Тристаном и Кабаном. Троица столкнулась с группой викингов во главе с Кьяртаном, который плохо обошёлся с одной из проституток, и заставляет их выплатить ей годовую заработную плату за свое поведение. Впоследствии бордель подвергается нападению слуг Вортигерна, и Артур узнает, что викинги были гостями короля и напав на них, они совершили преступление против него. Артур пытается бежать из города, но его ловят и сажают на корабль с сотнями других людей. Он узнает, что рядом с замком Вортигерна появился таинственный волшебный меч, и всех людей заставляют попытаться вытащить его из камня. Артур вытаскивает меч и пораженный его огромной силой падает без сил. Вортигерн встречается с ним в подземелье, раскрывая его истинную родословную. Между тем, женщина, называющая себя помощницей Мерлина, встречается с бывшим воеводой Утера, сэром Бедивером. Её называют просто магом.
Перед казнью Артура, запланированной Вортигерном, маг устраивает диверсию, в то время как Персиваль и Рубио, двое из людей сэра Бедивера, спасают Артура. Попав в убежище Бедивера, Артур изначально отказывается помочь им, но вскоре снова падает при попытке использовать меч. Понимая, что ему не хватает силы воли, чтобы контролировать его, маг убеждает Бедивера взять Артура в Тёмные земли, место, где много лет назад Мерлин разрушил башню Мордреда. Выяснилось, что за восстанием Мордреда стоял Вортигерн, желавший отнять власть у Утера. Артур, обуздав магию меча, решает уничтожить Вортигерна за его преступления.
Вместе со своими друзьями и людьми Бедивера Артур проводит серию засад и нападений. Узнав, что его служанка — шпион Бедивера, Вортиген объявляет о планах встретиться со своими баронами в Лондоне. Повстанцы быстро осознают обман, но все равно нападают, что было частью его плана. В результате Рубио взят в плен, а Кабан тяжело ранен. Остальные укрываются в школе бойцов, которой управляет наставник Артура Джордж, где их быстро находят воины Вортигерна. Артур раскрывает потенциал Экскалибура, убивая всех вражеских солдат одним ударом. К наступлению ночи повстанцы укрываются в безопасном доме, где к ним вскоре присоединяется Кабан и его сын Блу. Зная, что он смертельно ранен, Кабан призывает других продолжать и обещает, что скоро придет за ними. Но они не знали, что за ним следил друг Вортигерна Джон. Блу пробирается назад и, когда его ловят люди Вортигерна, пытается обмануть их, сказав, что он просто рабочий. Но он не может не выдать себя, когда его отцу угрожают. Артур возвращается и спасает Блу, но перед этим тот наблюдает, как умирает его отец.
Артур, стыдясь своих неудач, бросает меч в озеро и уходит в лес. Когда он останавливается на небольшом болоте, Владычица Озера тянет его в её царство и показывает ему видение будущего, где Англия была разрушена правлением Вортигерна, и люди страдают от нищеты. Осознав, что только он может положить конец правлению своего дяди, Артур воссоединяется с Бедивером, Джорджем и Персивалем. Однако, когда они возвращаются в убежище повстанцев, они обнаруживают, что все их союзники мертвы — Вортигерн нашёл их благодаря информации, предоставленной Рубио. Они сталкиваются с капитаном, который доставляет сообщение от короля: «Если Артур не сдастся с наступлением темноты, то маг и Блу умрут».
Пока Вортигерн собирался убить своего племянника, гигантская змея, контролируемая магом, пожирает капитана и его людей, а остальные освобождают заключенных Вортигерна и ведут их на восстание. Отчаявшийся Вортигерн жертвует своей единственной дочерью и превращается в рыцаря-демона, сражаясь с Артуром в другом измерении. Несмотря на боевые навыки, Артур быстро проигрывает. Когда он уже собирался подчиниться, он внезапно увидел момент, когда его отец перед смертью превратил свое тело в камень, чтобы не позволить Вортигерну забрать меч. Артур хватается за меч, прежде чем он пронзит Утера, который дает ему право владеть им. Затем Артур уничтожает оружие Вортигерна и убивает его.
После этого Артур, Джордж и Персиваль начинают строить круглый стол, где встретятся Артур и его рыцари. Артур также расторгает договор Вортигерна с викингами, заявляя, что они должны уважать силу Англии, если хотят избежать войны. Блю и проститутки прибывают с короной Утера, которую принимает Артур. Затем король Артур обращается к своим новым подданным, поднимая меч в воздух.

## В ролях
В фильме задействовано свыше 160 актёров, не считая актёров массовки.
| Актёр                | Роль                               |
| -------------------- | ---------------------------------- |
| Чарли Ханнэм         | король Артур (Arthur)              |
| Астрид Бержес-Фрисби | маг (The Mage)                     |
| Джуд Лоу             | король Вортигерн (Vortigern)       |
| Джимон Хонсу         | Бедивер (Bedivere)                 |
| Эрик Бана            | король Утер Пендрагон (Uther)      |
| Эйдан Гиллен         | Скользкий Билл (Bill)              |
| Фредди Фокс          | Рубио (Rubio)                      |
| Крэйг Макгинли       | Персиваль (Percival)               |
| Том Ву               | Джордж (George)                    |
| Кингсли Бен-Адир     | Уэт Стик / Тристан (Wet Stick)     |
| Нил Мэскелл          | Кабан (Back Lack)                  |
| Аннабелль Уоллис     | Мэгги (Maggie)                     |
| Джефф Белл           | Джон (Mischief John)               |
| Поппи Делевинь       | королева Игрэйна (Igraine)         |
| Милли Брейди         | Катя (Catia)                       |
| Блю Ландау           | Блу (Blue)                         |
| Джеки Эйнсли         | Владычица Озера (Lady of the Lake) |
| Лоррэйн Брюс         | Сирена 1 (Syren 1)                 |
| Элайн Пауэлл         | Сирена 2 (Syren 2)                 |
| Гермиона Корфилд     | Сирена 3 (Syren 3)                 |
| Джорджина Кэмпбелл   | Кей (Kay)                          |
| Роб Найтон           | Мордред (Mordred)                  |
| Дэвид Бекхэм         | Триггер (Trigger)                  |
| Кэти Макграт         | Эльза (Elsa)                       |
| Петер Фердинандо     | Эрл Мерсии (Earl of Mercia)        |
| Майкл Макэлхаттон    | Глаз Джека (Jack's Eye)            |
| Микаэль Персбрандт   | Серобородый (Greybeard)            |
| Петер Гуиннесс       | Барон 1 (Baron 1)                  |
| Марк Умберс          | Барон 2 (Baron 2)                  |
| Корделия Бугейа      | Женщина 3 (Woman 3)                |

## Создание
27 января 2014 года Warner Bros. предложила Гаю Ричи снять новый фильм по мотивам легенд о короле Артуре по сценарию Джоби Харольда. Планировалось, что фильм станет первой частью гексалогии фильмов.

### Кастинг
21 июля 2014 года Идрис Эльба стал вести переговоры по поводу роли рыцаря Бедивера, правой руки отца Артура, который берётся его тренировать. 27 августа 2014 года стало известно, что Чарли Ханнэм сыграет короля Артура, а Элизабет Олсен рассматривается на главную женскую роль. Также на роль короля Артура претендовали Генри Кавилл и Джай Кортни. 18 сентября 2014 года Deadline.com сообщил, что Астрид Берже-Фрисби сыграет Гвиневру. Кандидатками на роль Гвиневры за исключением Олсен, были Фелисити Джонс и Алисия Викандер, но в итоге эту героиню вообще убрали из сюжета. 14 ноября 2014 года Variety сообщил, что Джуд Лоу ведёт переговоры об исполнении роли главного злодея, а Идрис Эльба не подписал контракт о съёмках в фильме и Гай Ричи ищет другого актёра на роль наставника Артура. 19 ноября 2014 года Джимон Хонсу стал вести переговоры о роли наставника Артура. 11 февраля 2015 года Эрик Бана присоединился к актёрскому составу в роли Утера, отца короля Артура. На роль Утера первоначально планировалось взять Лиама Нисона. 6 марта 2015 года Микаэль Персбрандт получил роль злодея Кьяртана, представителя короля викингов.

### Съёмки
Съёмки начались 10 марта 2015 года в Великобритании на киностудии Warner Bros. Studios, Leavesden. Также фильм снимался в Уэльсе и Шотландии.

### Выпуск
10 апреля 2014 года была объявлена дата премьеры фильма в США — 22 июля 2016 года, впоследствии перенесённая на 25 сентября 2016 года. 21 декабря 2015 года Warner Bros. перенесла премьеру фильма на 17 февраля 2017. 21 января 2016 года Warner Bros. объявила, что премьера вновь перенесена — на 24 марта 2017 года, однако во избежание конкуренции с фильмом «Калифорнийский дорожный патруль» окончательная дата выпуска была назначена на 12 мая 2017 года.
1 апреля 2017 года вышел финальный трейлер.

## Прокат
Фильм дебютировал в американском прокате на третьем месте, собрав в первый уик-энд 15,4 миллионов долларов и ещё 29,6 миллионов в других странах. Общие сборы на данный момент составляют 148,7 миллионов во всём мире. С учётом бюджета в 175 миллионов долларов и расходов на маркетинг, эксперты считают, что фильм можно считать кассовым провалом. Среди основных причин провала эксперты называют выбор надоевшего публике первоисточника (отмечают, что предыдущий фильм о короле Артуре также провалился в прокате), несоответствие стиля Гая Ричи выбранному жанру рыцарского фэнтези, противоречивые трейлеры, неудачный выбор даты премьеры, конкуренцию с более успешными фильмами, в частности «Стражи Галактики. Часть 2», малое количество женских персонажей и популярных актёров.

## Отзывы и оценки
Фильм получил преимущественно отрицательные отзывы. Согласно агрегатору Metacritic его средняя оценка составила 41 из 100, согласно агрегатору Rotten Tomatoes, его положительно оценили только 27 % рецензентов (31 % на 27.05.2019), а усреднённый вывод гласит: «„Меч короля Артура“ нагромождает массу современного экшена на вечную историю — и уничтожает большую часть того, что изначально сделало её классикой».
В российской прессе фильм получил более положительные отзывы.